# Characidium bahiense
Characidium bahiense är en fiskart som beskrevs av Almeida, 1971. Characidium bahiense ingår i släktet Characidium och familjen Crenuchidae. Inga underarter finns listade i Catalogue of Life.